# کربن انرژی
کربن انرژی (انگلیسی: Carbon Energy) شرکت معدن استرالیایی است، که در سال ۲۰۰۴ تأسیس شد.